# Avenida de la Constitución (Gijón)
La avenida de la Constitución es una de las principales avenidas de la ciudad asturiana de Gijón, España.

## Descripción
Comienza en la plaza de Europa, en el cruce de la avenida de la Costa y la avenida de Schulz, barrio de El Centro.Se prolonga desde ahí hasta su desemboque en la avenida de Oviedo, en Montevil. La avenida separa a los barrios de Laviada, El Polígono, El Llano, Pumarín, La Braña-Perchera y Nuevo Gijón. Mide un total de 2 017 metros de longitud, lo que la convierte en la séptima calle más larga de la ciudad por detrás de la avenida de El Llano.
La avenida cuenta con carril bici bidireccional, un número de carriles variable, de 3 a 5, vías de servicio paralelas, dos filas de aparcamiento y 201 farolas, la mayoría con un diseño reconocible de acero corten.
En 2022 se planteó la construcción de un carril bus mediante la eliminación de la hilera este de aparcamientos. Dicho carril bus se realiza a principios de 2023. Iría destinado principalmente a las líneas de EMTUSA 6, 10, 15, 18, 24 y 25.

## Historia
La carretera surge como entrada principal a la ciudad mediante la carretera de Castilla, que provenía de Oviedo y finalizaba en Puerta de la Villa, actual plaza del Seis de Agosto, por lo que era llamada carretera de Oviedo. En 1931 se conoce como Avenida de Oviedo, y en 1945 cambia de denominación a Avenida de José María Fernández-Ladreda en homenaje a Fernández-Ladreda cuando fue nombrado ministro de Obras Públicas. Sin embargo, el 11 de mayo de 1990 el Ayuntamiento acuerda cambiar el nombre a Avenida de la Constitución en honor a la Constitución de 1978.
A nivel urbanístico la carretera de Oviedo fue ensanchada en los años 1940, ganando los tamaños actuales. Destaca una reforma íntegra finalizada en 2003 que trajo consigo unas polémicas farolas de acero corten, que permiten gozar a la avenida de una gran perspectiva desde plaza de Europa.

## Arquitectura
Destacan algunos edificios racionalistas.

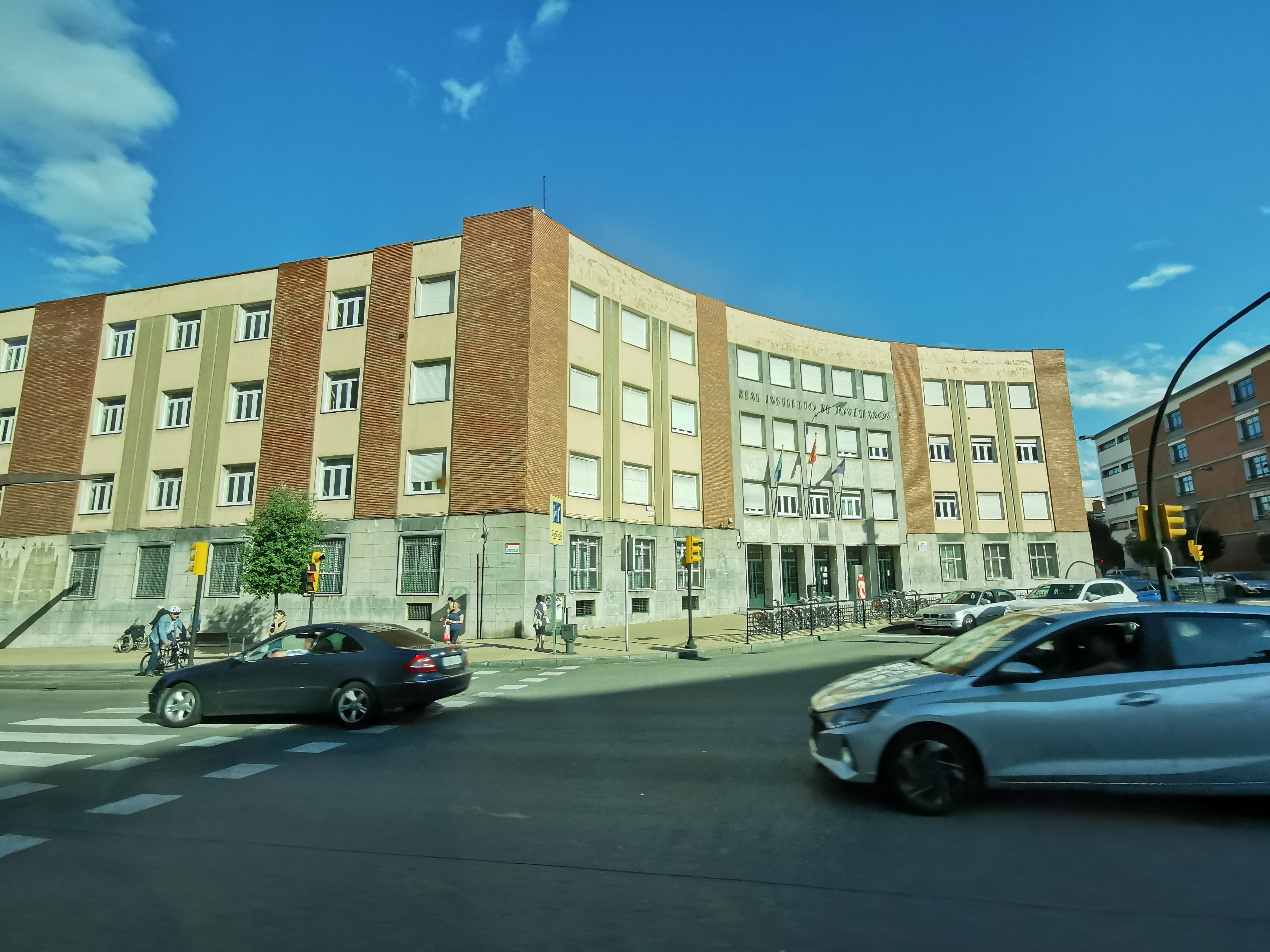
IES Jovellanos, 1964

### IES Jovellanos
El Real Instituto Jovellanos había evolucionado desde su fundación en 1792 hasta convertirse en instituto público, por lo que ante los problemas de espacio de la sede original, en la plaza del Instituto, se inaugura un nuevo edificio en octubre de 1964. Se trata de un edificio racionalista, de 4 plantas, marcadas líneas rectas y con gran prominencia en la rotonda de los institutos, que recibe es nombre por la existencia del IES Doña Jimena en el entorno.

### Edificio de viviendas en 5, 7 y 9
Edificio proyectado en 1954 por Juan José Suárez Aller con una fachada en cuadrícula finalizado en un ático con dovelas y una perfecta simetría.

### Edificio neo-herriano avenida de la Constitución, 15

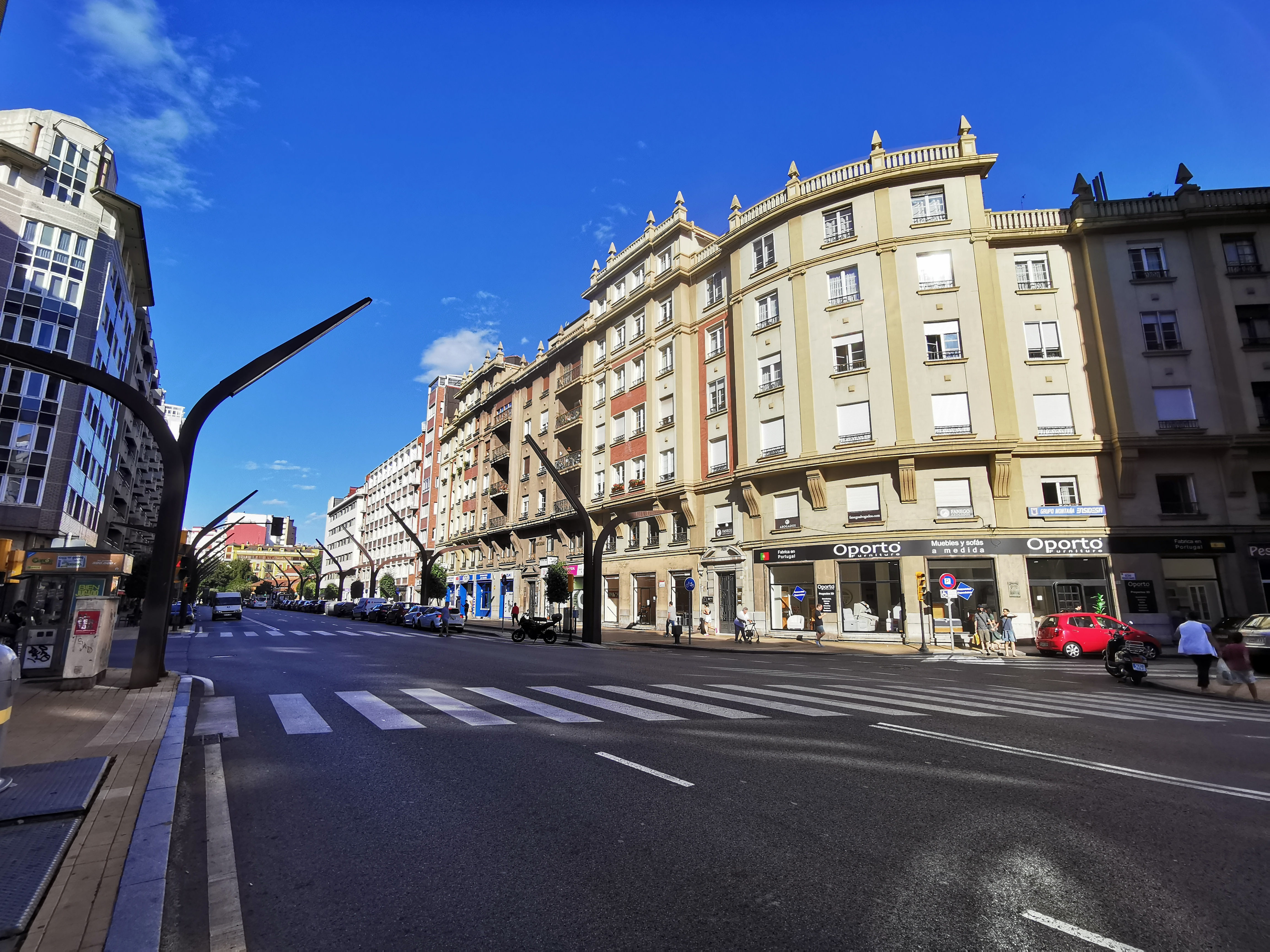
Data de 1947.

Se trata de un edificio neo-herreriano en el cruce de la calle Decano Prendes Prando y la avenida. Fue proyectado por Antonio Álvarez Hevia en 1947.

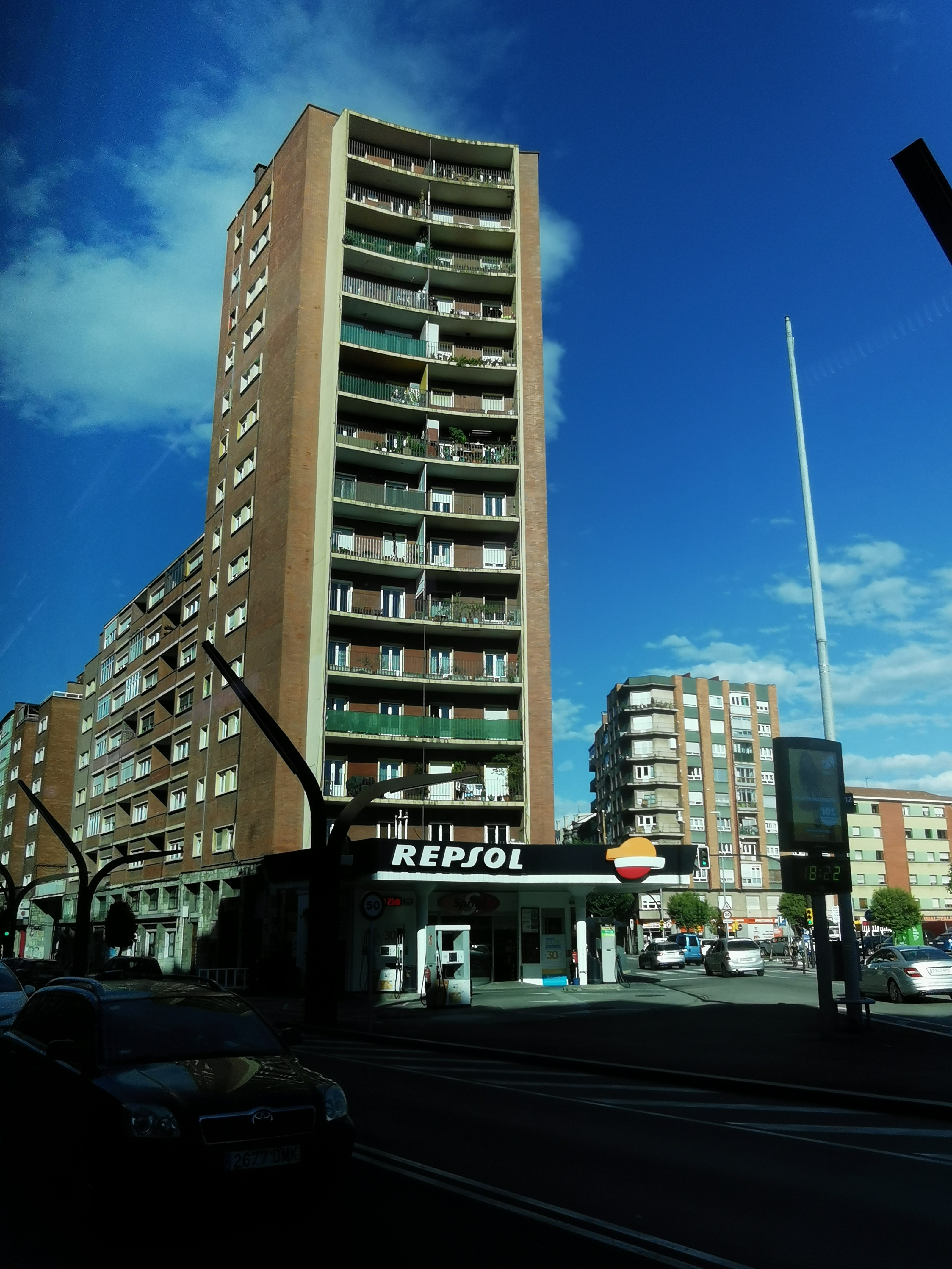
Está ubicada en el número 47 de la avenida y en ella hay algunas oficinas municipales como el Conceyu de la Mocedá.

### Torre Constitución con Manuel Llaneza
La torre ubicada en la manzana resultante del cruce de la avenida de la Constitución y la avenida de Manuel Llaneza es un proyecto desarrollado en 1956 para albergar 244 viviendas de empleados del Ayuntamiento. Los arquitectos José Avelino Díaz Fernández-Omaña, José Antonio Muñiz, Miguel Díaz Negrete y Juan Manuel del Busto participaron en la obra. Todos ellos son elementales para el desarrollo del movimiento moderno en Asturias. Se trata de una torre residencial, similar al edificio La Jirafa de Oviedo, con voladizos y espacios interiores.